# Chilpancingo
Chilpancingo de los Bravo of Ciudad Bravo is de hoofdstad van de Mexicaanse staat Guerrero. Chilpancingo heeft 152.600 inwoners (2003). De stad ligt in de Zuidelijke Sierra Madre aan de Huacapa. Tijdens de Mexicaanse Onafhankelijkheidsoorlog hield José María Morelos hier het congres van Chilpancingo.

## Geboren
- Rodolfo Neri Vela (1952), ruimtevaarder